# Liebigia leuserensis
Chirita leuserensis là một loài thực vật có hoa trong họ Tai voi. Loài này có trong khu vực Malesia; được Hilliard mô tả khoa học đầu tiên năm 2003 dưới danh pháp Chirita leuserensis. Năm 2011, Mich.Möller & A.Weber chuyển nó sang chi Liebigia.